# 奥布里·默里
奥布里·默里（英語：Aubrey Murray，？—？），澳大利亚男子草地滚球运动员。他曾代表澳大利亚参加1938年大英帝国运动会草地滚球比赛，联同查利·麦克尼尔、哈罗德·默里和托马斯·金德获得四人铜牌。